# 1973 en musique
| \| • Retour à la chronologie générale de la musique populaire • \| |
| XXIe siècle • XXe siècle • XIXe siècle • XVIIIe siècle XVIIe siècle • XVIe siècle • XVe siècle • XIVe siècle XIIIe siècle • XIIe siècle • XIe siècle • Xe siècle IXe siècle • VIIIe siècle • Haut Moyen Âge • Rome • Grèce |
| • Retour à la chronologie générale de la musique populaire • |

| • Retour à la chronologie générale de la musique populaire • |

| Années de la musique populaire : 1970 - 1971 - 1972 - 1973 - 1974 - 1975 - 1976    |
| Décennies de la musique populaire : 1940 - 1950 - 1960 - 1970 - 1980 - 1990 - 2000 |

Cet article présente les faits marquants de l'année 1973 en musique.

## Faits marquants

### En France
- 45 millions de singles[1] et 40 millions d'albums[2] sont vendus en France en 1973.
- Création des premiers disques d'or en France, certifiés par le SNEP.
- Premier succès d’Alain Chamfort (Signe de vie, signe d’amour).
- Création au Palais des sports de Paris de La Révolution française, premier opéra-rock français.

### Dans le monde
- Premiers succès de ABBA (Ring ring), Barry White (I'm gonna love you just a little more baby), Earth, Wind & Fire (Evil) et Kool & the Gang (Funky stuff).
- Débuts du phénomène disco.
- 14 janvier : Concert télévisé d'Elvis Presley, Aloha from Hawaii.
- 25 mai : Carole King donne un concert gratuit à Central Park.
- 19 juin : Première à Londres de la comédie musicale The Rocky Horror Show, qui sera jouée 2960 fois.
- 11 septembre : Enlèvement du chanteur chilien Victor Jara, qui sera transféré au stade de Santiago et torturé.

## Disques sortis en 1973
- Albums sortis en 1973
- Singles sortis en 1973

## Succès de l'année en France (singles)

### Chansons classées Numéro 1
Cette liste présente, par ordre chronologique, tous les titres s'étant classés à la première place des ventes durant l'année 1973.
- Frédéric François : Laisse-moi vivre ma vie
- Claude François : Le Lundi au soleil
- Stone et Charden : Le Prix des allumettes
- Sheila et Ringo : Les Gondoles à Venise
- Mike Brant : Rien qu'une larme
- Roméo : Maman
- Michel Sardou : La Maladie d'amour
- Johnny Hallyday et Sylvie Vartan : J'ai un problème
- Demis Roussos : Goodbye, My Love, Goodbye
- Guy Bedos et Sophie Daumier : La Drague
- Mike Brant : Tout donné, tout repris
- Christian Vidal : Angélique
- Johnny Hallyday : Noël interdit
- Roméo : Petit papa Noël
- Michel Delpech : Les Divorcés

### Chansons francophones
Cette liste présente, par ordre alphabétique, tous les titres francophones s'étant classés parmi les 10 premières places des ventes hebdomadaires durant l'année 1973.
- Alain Chamfort : Signe de vie, signe d'amour
- Alain Chamfort : L'Amour en France
- Anne-Marie David : Tu te reconnaîtras
- Art Sullivan : Petite fille aux yeux bleus
- C. Jérôme : Himalaya
- C. Jérôme : Manhattan
- C. Jérôme : La petite fille 73
- Charles Aznavour : Nous irons à Vérone
- Christian Adam : Si tu savais combien je t’aime
- Christian Delagrange : Reviens mon amour, reviens
- Christian Vidal : Angélique
- Claude François : Le Lundi au soleil
- Claude François : Celui qui reste
- Claude François : Je viens dîner ce soir
- Claude François : A part ça la vie est belle
- Claude François : Chanson populaire
- Crazy Horse : Et surtout ne m’oublie pas
- Crazy Horse : De juillet jusqu’à septembre
- Dalida & Alain Delon : Paroles...Paroles...
- Daniel Guichard : Faut pas pleurer comme ça
- Frédéric François : Laisse-moi vivre ma vie
- Frédéric François : Quand vient le soir, on se retrouve
- Frédéric François : Un chant d’amour, un chant d’été
- Frédéric François : Viens te perdre dans mes bras
- Gérard Lenorman : Les matins d'hiver
- Gérard Lenorman : Les jours heureux
- Gérard Lenorman : Si tu ne me laisses pas tomber
- Gilbert Bécaud : Un peu d'amour et d'amitié
- Guy Bedos & Sophie Daumier : La drague
- Il était une fois : Que fais-tu ce soir après dîner ?
- Joe Dassin : La Complainte de l'heure de pointe
- Joe Dassin : Salut les amoureux
- Johnny Hallyday : Comme un corbeau blanc
- Johnny Hallyday & Sylvie Vartan : J'ai un problème
- Johnny Hallyday : Noël interdit
- Julien Clerc : Si on chantait
- Marie Laforêt : Viens, viens
- Michel Chevalier : Je veux t’aimer
- Michel Delpech : Les Divorcés
- Michel Fugain : Fais comme l’oiseau
- Michel Fugain : Comme si tu devais mourir demain
- Michel Sardou : Le Surveillant général
- Michel Sardou : La Maladie d'amour
- Michel Sardou : Les Vieux Mariés
- Mike Brant : C'est ma prière
- Mike Brant : Rien qu’une larme
- Mike Brant : Tout donné, tout repris
- Mireille Mathieu : La Paloma adieu
- Mort Shuman : Le Lac Majeur
- Patrick Juvet : Sonia
- Pierre Charby : You
- Ringo : Ma jalousie
- Ringo : Une bague, un collier
- Ringo : Une heure, une nuit
- Roméo : Maman
- Roméo : Ton petit amoureux
- Roméo : Petit papa Noël
- Sheila : Poupée de porcelaine
- Sheila & Ringo : Les Gondoles à Venise
- Sheila : Adam et Ève
- Sheila : Mélancolie
- Stone et Charden : Le prix des allumettes
- Stone et Charden : Made in Normandie
- Stone et Charden : La suite de ma vie
- Stone et Charden : L’amour, pas la charité

### Chansons non francophones
Cette liste présente, par ordre alphabétique, tous les titres non francophones s'étant classés parmi les 10 premières places des ventes hebdomadaires durant l'année 1973.
- Adriano Celentano : Prisencolinensinainciusol
- Demis Roussos : Forever and Ever
- Demis Roussos : Goodbye, My Love, Goodbye
- Donna Hightower : This World Today Is a Mess
- Drupi : Vado via
- Gilbert O'Sullivan : Get Down
- Suzi Quatro : Can the Can
- Suzi Quatro : 48 Crash
- The Osmonds : Crazy Horses
- The Osmonds : Movie Man
- The Peppers : Pepper Box
- The Rolling Stones : Angie
- The Sweepers : Harlem Song
- Tritons : Satisfaction

## Succès de l'année en France (albums)
Cette liste présente, par ordre alphabétique, les albums sortis en 1973 ayant obtenu une certification Platine ou Diamant en France.

### Doubles disques de platine (plus de 600.000 ventes)
- The Beatles : 1967-1970
- Tino Rossi : C’est la belle nuit de Noël

### Disques de platine (plus de 300.000 ventes)
- Maxime Le Forestier : Le Steak
- Neil Diamond : Jonathan Livingston le goéland
- Serge Lama : Je suis malade
- The Beatles : 1962-1966
- The Doors : The Best of

## Succès internationaux de l’année
Cette liste présente, par ordre alphabétique, les trente titres et albums ayant eu le plus de succès dans les charts internationaux en 1973,.

### Singles
- Billy Paul : Me and Mrs. Jones
- Carly Simon : You're So Vain
- Carpenters : Top of the World
- Carpenters : Yesterday Once More
- David Bowie : Space Oddity
- Deep Purple : Smoke on the Water
- Elton John : Crocodile Rock
- Elton John : Goodbye Yellow Brick Road
- Elton John : Daniel
- Gilbert O'Sullivan : Get Down
- Gladys Knight & The Pips : Midnight Train to Georgia
- Lobo : I'd Love You to Want Me
- Lou Reed : Walk on the Wild Side
- Marvin Gaye : Let's Get It On
- Maureen McGovern : The Morning After
- Ringo Starr : Photograph
- Roberta Flack : Killing Me Softly with His Song
- Stealers Wheel : Stuck in the Middle with You
- Stevie Wonder : Superstition
- Stevie Wonder : You Are the Sunshine of My Life
- Stories : Brother Louie
- Suzi Quatro : Can the Can
- The O'Jays : Love Train
- The Rolling Stones : Angie
- The Sweet : The Ballroom Blitz
- The Sweet : Blockbuster
- Timmy Thomas : Why Can't We Live Together
- Tony Orlando & Dawn : Tie a Yellow Ribbon 'round the Old Oak Tree
- Wings : My Love
- Wings : Live and Let Die

### Albums
- Alice Cooper : Billion Dollar Babies
- Carly Simon : No secrets
- Carpenters : Now & then
- Cat Stevens : Foreigner
- Chicago : Chicago VI
- David Bowie : Aladdin Sane
- Deep Purple : Made in Japan
- Deep Purple : Who Do We Think We Are
- Elton John : Goodbye Yellow Brick Road
- Elton John : Don't shoot me I'm only the piano player
- Elvis Presley : Aloha from Hawaii Via Satellite
- Emerson, Lake & Palmer : Brain Salad Surgery
- George Harrison : Living in the Material World
- Jethro Tull : A Passion Play
- Jim Croce : You don't mess around with Jim
- Led Zeppelin : Houses of the Holy
- Marvin Gaye : Let's Get It On
- Mike Oldfield : Tubular Bells
- Neil Diamond : Hot august night
- Neil Diamond : Jonathan Livingston le goéland
- Paul Simon : There Goes Rhymin' Simon
- Pink Floyd : The Dark Side of the Moon
- Ringo Starr : Ringo
- Slade : Slayed?
- Stevie Wonder : Innervisions
- The Allman Brothers Band : Brothers & Sisters
- The Beatles : 1962-1966
- The Beatles : 1967-1970
- The Rolling Stones : Goat's Head Soup
- The Who : Quadrophenia
- Wings : Red Rose Speedway

## Récompenses
- États-Unis : 16e cérémonie des Grammy Awards
- États-Unis : American Music Awards 1973 (en)
- Europe : Concours Eurovision de la chanson 1973

## Formations de groupes
- Groupe de musique formé en 1973

## Naissances
- 8 janvier : Sean Paul, chanteur jamaïcain
- 20 janvier : Benjamin Biolay, chanteur français
- 27 février : Peter Andre, auteur-compositeur-interprète et animateur de télévision britannique
- 5 avril : Pharell Williams, chanteur américain
- 16 avril : Akon, chanteur américain
- 14 mai : Shanice, chanteuse américaine
- 20 mai : Elsa Lunghini, chanteuse française
- 7 juillet : Guillaume Aldebert, simplement dit Aldebert, auteur-compositeur-interprète français.
- 15 juillet : John Dolmayan, batteur arménien du groupe System of a Down
- 21 juillet : Susheela Raman, chanteuse anglaise d'origine indienne
- 19 août : Daniel Bravo, également dit Danielito, musicien franco-chilien. Membre du groupe Tryo
- 22 août : Beenie Man, chanteur jamaïcain
- 14 septembre : Nas, rappeur américain
- 2 octobre : Frank Delay, chanteur et comédien français, membre des 2 Be 3
- 9 octobre : Fabio Lione, chanteur italien

## Décès

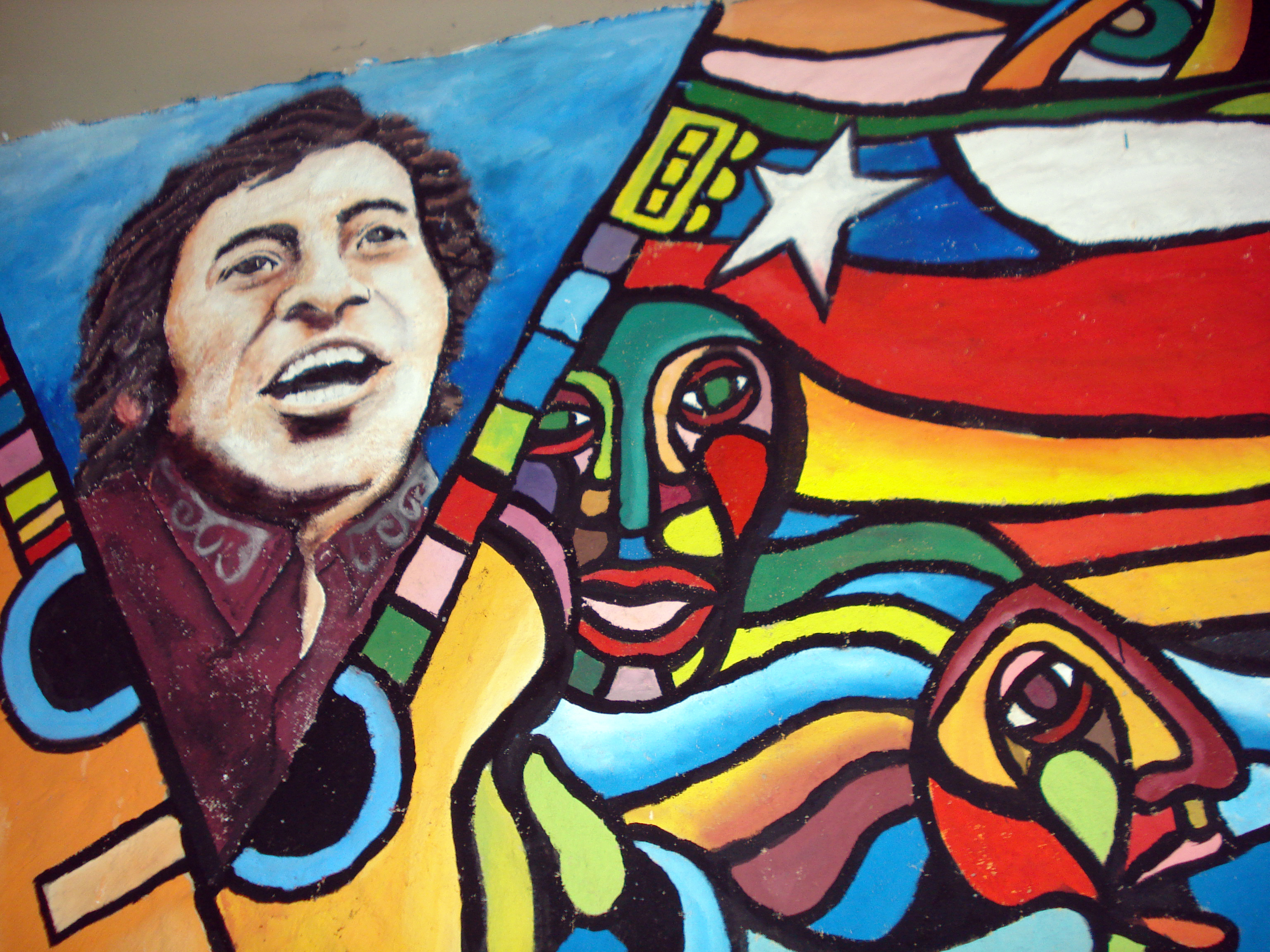
Peinture murale représentant Victor Jara.

- 8 mars : Ron McKerman, pianiste des Grateful Dead
- 29 mai : P. Ramlee, musicien malaisien
- 4 août : Eddie Condon, guitariste de jazz
- 17 août : Paul Williams, chanteur américain fondateur de The Temptations
- 16 septembre : Victor Jara, guitariste et chanteur chilien
- 19 septembre : Gram Parsons, musicien américain de country rock
- 16 novembre : John Rostill, bassiste des Shadows